# Floorball-Bundesliga 2012/13
Die Floorball-Bundesliga 2012/13 war die 19. Spielzeit um die deutsche Floorball-Meisterschaft auf dem Großfeld der Herren. Erstmals wurde die Spielzeit nicht mit wie vorher acht Mannschaften vollzogen, sondern nun mit zehn, dadurch gab es auch nach vergangener Spielzeit keine Absteiger. Meister wurde in dieser Saison der MFBC Leipzig, welcher sich im Finale der Play-offs gegen den UHC Sparkasse Weißenfels durchsetzen konnte. Als einziger Absteiger musste der TV Eiche Horn Bremen nach der Saison direkt wieder runter in die 2. Bundesliga.

## Teilnehmer
Teilnehmer:
- UHC Sparkasse Weißenfels
- MFBC Leipzig
- Red Devils Wernigerode
- ETV Piranhhas
- BAT Berlin
- Floor Fighters Chemnitz
- Unihockey Igels Dresden
- TV Lilienthal
- TV Eiche Horn Bremen (Aufsteiger)
- UHC Döbeln 06 (Aufsteiger)

## Modus
In der Hauptrunde spielt jedes Team jeweils zweimal (Hin- und Rückspiel) gegen jedes andere. Die auf den Mannschaften auf den ersten beiden Plätzen, stiegen gleich direkt in das Halbfinale der Play-offs ein. Die Mannschaften auf den Plätzen drei bis sechs, nahmen erst einmal vorher noch an den Pre-Play-offs teil. Auf den Plätzen sieben bis zehn nahmen die Mannschaft wiederum an den Play-downs teil. Welche die direkten Absteiger sowie den Teilnehmer an der Relegation festlegten. Die Spiele der beiden Runden wurden im Best-of-Three Modus durchgeführt. Am Ende der Play-offs wurde der Gewinner deutscher Meister.

## Tabelle
| Pl.  | Verein                          | Sp. | S  | U  | N  | SDS | SDN | Tore    | Diff. | Pkt. |
| ---- | ------------------------------- | --- | -- | -- | -- | --- | --- | ------- | ----- | ---- |
| 01.  | UHC Sparkasse Weißenfels (M, P) | 18  | 17 | 0  | 0  | 01  | 0   | 183:630 | +120  | 53   |
| 02.  | Red Devils Wernigerode          | 18  | 12 | 0  | 05 | 01  | 0   | 173:990 | +074  | 38   |
| 03.  | ETV Piranhhas                   | 18  | 11 | 01 | 03 | 01  | 02  | 135:890 | +046  | 38   |
| 04.  | MFBC Leipzig                    | 18  | 10 | 0  | 06 | 01  | 01  | 136:113 | +023  | 33   |
| 05.  | TV Lilienthal                   | 18  | 08 | 0  | 08 | 02  | 0   | 107:124 | −017  | 28   |
| 06.  | BAT Berlin                      | 18  | 06 | 0  | 10 | 01  | 01  | 123:142 | −019  | 21   |
| 07.  | TV Eiche Horn Bremen (N)        | 18  | 04 | 01 | 11 | 01  | 01  | 080:119 | −039  | 16   |
| 08.  | Floor Fighters Chemnitz         | 18  | 04 | 0  | 11 | 01  | 02  | 086:139 | −053  | 16   |
| 09.  | UHC Döbeln                      | 18  | 04 | 0  | 12 | 01  | 01  | 106:175 | −069  | 15   |
| 010. | Unihockey Igels Dresden (N)     | 18  | 02 | 0  | 12 | 01  | 03  | 091:157 | −066  | 11   |

| Legende                        |
| ------------------------------ |
| Teilnahme an den Play-Offs     |
| Teilnahme an den Pre-Play-offs |
| Teilnahme an den Play-downs    |
| (M) Titelverteidiger           |
| (P) Pokalsieger                |
| (N) Aufsteiger                 |

## Play-offs

### Pre-Play-offs
|  |  | ETV Piranhhas | 1:2 | BAT Berlin |  |

|  |  | TV Lilienthal | 0:2 | MFBC Leipzig |  |

### Halbfinale
|  |  | MFBC Leipzig | 2:0 | Red Devils Wernigerode |  |

|  |  | BAT Berlin | 0:2 | UHC Sparkasse Weißenfels |  |

### Spiel um Platz 3
|  |  | Red Devils Wernigerode | 5:7 | BAT Berlin |  |

### Finale
|  |  | MFBC Leipzig | 2:0 | UHC Sparkasse Weißenfels |  |

## Play-downs

### Runde 1
|  |  | Unihockey Igels Dresden | 2:1 | TV Eiche Horn Bremen |  |

|  |  | UHC Döbeln 06 | 2:1 | Floor Fighters Chemnitz |  |

### Runde 2
|  |  | Floor Fighters Chemnitz | 2:1 | TV Eiche Horn Bremen |  |

### Relegation
Durch den Sieg in der zweiten Runde durfte Chemnitz in der Relegation gegen den Vizemeister der 2. Bundesliga (Bonn) antreten und konnte sich gegen diesen auch durchsetzen, womit die Mannschaft in der Liga verblieb. Eiche Horn musste gegen den Zweitligameister (Kaufering) spielen und nach der Niederlage in die 2. Bundesliga absteigen.
|  |  | TV Eiche Horn Bremen | 1:2 | VfL Red Hocks Kaufering |  |

|  |  | Floor Fighters Chemnitz | 2:0 | SSF Dragons Bonn |  |